# Município de Lexington (condado de Stark, Ohio)
O município de Lexington (em inglês: Lexington Township) é um município localizado no condado de Stark no estado estadounidense de Ohio. No ano de 2010 tinha uma população de 5.444 habitantes e uma densidade populacional de 85,88 pessoas por km².

## Geografia
O município de Lexington encontra-se localizado nas coordenadas 40° 57′ 14″ N, 81° 08′ 21″ O. Segundo a Departamento do Censo dos Estados Unidos, o município tem uma superfície total de 63.39 km², da qual 57.86 km² correspondem a terra firme e (8.73%) 5.53 km² é água.

## Demografia
Segundo o censo de 2010, tinha 5.444 habitantes residindo no município de Lexington. A densidade populacional era de 85,88 hab./km². Dos 5.444 habitantes, o município de Lexington estava composto pelo 93.99% brancos, o 4.08% eram afroamericanos, o 0.06% eram amerindios, o 0.37% eram asiáticos, o 0.02% eram insulares do Pacífico, o 0.24% eram de outras raças e o 1.25% pertenciam a dois ou mais raças. Do total da população o 0.84% eram hispanos ou latinos de qualquer raça.